# Ernst Ljungh

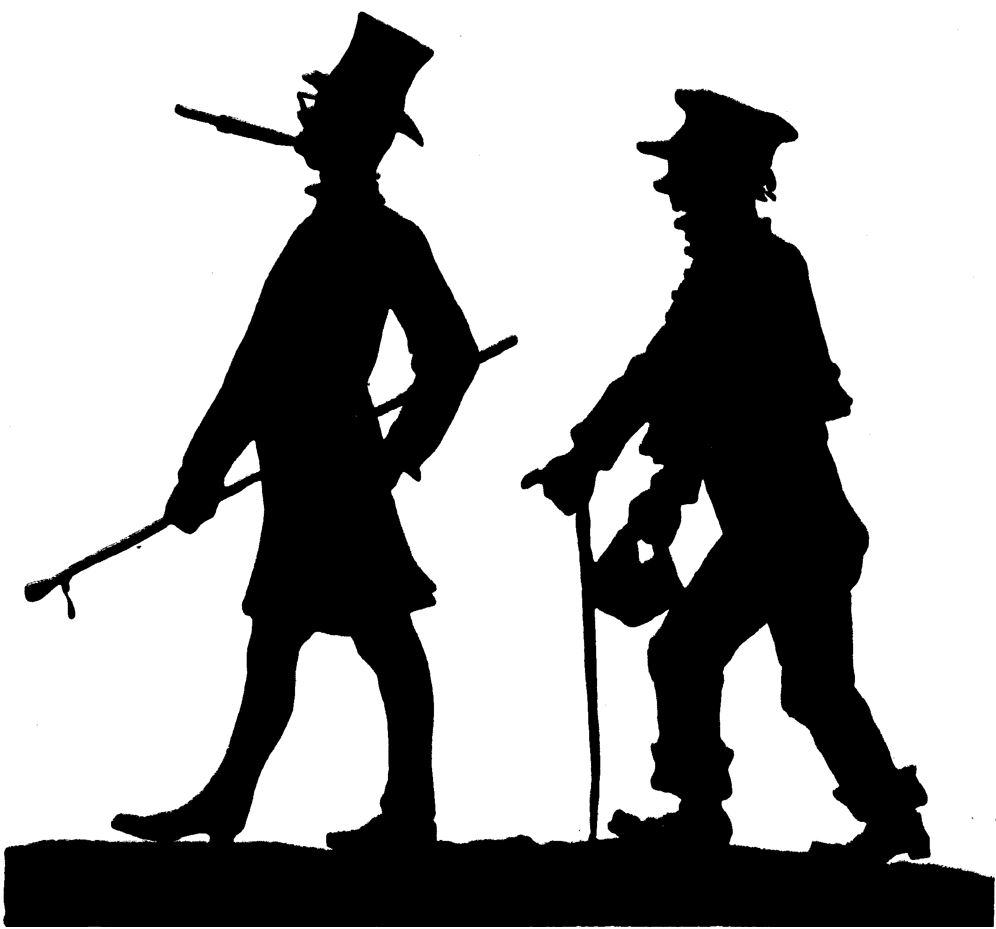
Illustration av Ernst Ljungh till boken Skånskt folklynne (1889) av Tröl Sjinssen, pseud. för Magnus Ernhold Andersson.

Ernst Adolf Ljungh, född 2 juni 1854 i Broby, Kristianstads län, död 6 juni 1892 i Lund, var en svensk skulptör och silhuettklippare.
Han var son till handlaren Carl Gustaf Ingemar Ljungh och Elise Annette Liljegren. Ljungh började klippa silhuetter redan i sin ungdom och som skolpojke illustrerade han skoltidningen Klass Posten med infogade bildklipp. Under studieåren var hans intresse för studier mycket lågt han ägnade sig hellre åt att karikera sina lärare och skolkamrater vilket resulterade i att han tvingades lämna skolan. Han sökte sig då till Stockholm för att utbilda sig till skulptör och var elev vid Konstakademien 1873-1880. Under akademitiden erhöll han ett flertal lovord och den kungliga medaljen 1881. Samtidigt med studierna vid akademien undervisades han privat av Frithiof Kjellberg detta medförde att Ljungh kom att bli Kjellbergs medarbetare under några år. Bland annat medverkade han i arbetet med en relief för Järnkontorets hus i Stockholm och de fyra allegoriska figurerna till Linnémonumentet i Humlegården.
När Kjellberg avled 1885 upphörde Ljungh nästan helt med konstformen skulptur och övergick till silhuettklipp. Han inrättade en ateljé i Stockholm dit personer kunde komma och få sina porträtt klippta dessutom företog han upprepade klippningsturnéer i Sverige, Danmark och Norge. Under ett besök i Köpenhamn 1886 lär han på fem veckor klippt omkring 3000 porträtt däribland av den danska kungafamiljen. Han etablerade en tillfällig ateljé i Hamburg 1890 men drabbades där av sinnessjukdom och fördes därifrån till Lunds hospital där han något år senare avled. Flera av hans silhuettklipp finns återgivna i bland annat Henrik Wranérs böcker och själv gav han ut ett flertal samlingar med klipp i bokform bland annat Svart på hvitt. Han medverkade som silhuettklippare i tidskrifterna Svenska familjejournalen Svea, Hemvännen och Oscar Svahns Svenskt skämtlynne. Han var representerad vid utställningen Skuggbilder, bilder och silhuettklipp på Liljevalchs konsthall 1930. Hans konst består av några porträttbyster och små skulpturer med mytologiska ämnen samt silhuettklipp. Ljungh är representerad vid Nationalmuseum.